# My Chemical Romance
My Chemical Romance (vaak 'MCR' of 'My Chem' genoemd) is een Amerikaanse rockband, gevormd in Newark, New Jersey. De groep bestaat uit zanger Gerard Way, hoofdgitarist Ray Toro, ritmegitarist Frank Iero en bassist Mikey Way, de jongere broer van Gerard Way.
De band is opgericht door de gebroeders Way, Toro en Matt Pelissier. Kort daarna kwam Frank Iero er bij. Op dat moment zochten ze een tweede gitarist. De band tekende bij het platenlabel Eyeball Records, waarbij kort daarna hun eerste debut album I Brought You My Bullets, You Brought Me Your Love in 2002 uitkwam. Het jaar daarop tekenden ze bij Reprise Records en brachten ze in 2004 hun major-label debuut, Three Cheers for Sweet Revenge uit. Dat album werd een groot succes en werd zo'n 3 miljoen exemplaren van verkocht. Kort daarna werd drummer Matt Pelissier vervangen door Bob Bryar. In 2006 kwam hun derde concept album, The Black Parade uit. Dat werd nog een groter succes dan hun vorige albums. Het album werd drievoudig platina gecertificeerd in de Verenigde Staten en het Verenigd Koninkrijk. Een aantal van deze populaire titels op dit album zijn onder andere Welcome to the Black Parade, I Don't Love You, Famous Last Words, Cancer en Teenagers.
In maart, 2010 verliet drummer Bob Bryar de band en kwam in dat zelfde jaar in november de vierde album Danger Days: The True Lives Of The Fabulous Killjoys uit. Op tournee werd Bryar vervangen door onder andere Michael Pedicone en Jarrod Alexander. In 2012 kwam touring-toetsenist James Dewees er bij.
Door twijfels over een aantal singles die ze nog op de tafel hadden liggen, werd dit eerst opzij gezet. Deze nummers werden alsnog opgenomen in 2009. Eind 2012 en begin 2013 kwam er in de loop van 5 maanden twee nieuwe singles uit onder de verzamelnaam "Conventional Weapons." Amper een maand later, op 22 maart, laten ze op hun website weten dat de band stopt.
In maart, 2014 kwam er een "Greatest Hits" album, May Death Never Stop You uit en kwam er nog een 'afscheids' nummer, Fake Your Death uit.
De titel van hun laatste nummer leek wel heel 'serieus' genomen, want in 2017 herenigde de band zich buiten het publiek en op 31 oktober 2019 kondigden ze een reünieshow aan, die op 20 december 2019 in Los Angeles plaatsvond. Dit werd uitgebreid tot een tour in Australië, Nieuw-Zeeland en Japan. In januari 2020 kondigden ze ook concerten in Noord-Amerika en Europa toe, maar deze datums werden later allemaal uitgesteld naar 2022 en 2023 vanwege de COVID-19-pandemie. In december 2021 kondigden ze nog meer datums aan, waaronder Ahoy, in Rotterdam. Op 12 mei 2022 is hun eerste nummer "The Foundations of Decay" - na hun afscheidsnummer "Fake Your Death" in 2014, en na een break van ruim 8 jaar uitgebracht.

## Geschiedenis
Gerard Way, een pas afgestudeerde cartoonist, maakte de terroristische aanslagen op 11 september 2001 mee tijdens het varen op een veerboot in New York. Way was, net zoals zoveel andere mensen, geschokt door de aanslag en vond dat hij met zijn huidige job niks kon bijdragen aan de wereld. Het zien van de val van de torens van het World Trade Center had zo'n invloed op Way's leven dat hij een week later na de aanslag een band oprichtte met een van zijn vrienden; Matt Pelissier.
Gerard Way had al wel wat ervaring en passie opgebouwd met zang, kunst en muziek, wat hij van Elena Rush, zijn oma had geleerd. Ze moedigde hem aan om zijn creatieve dromen na te jagen. Way heeft gezegd "muziek was iets wat ik stiekem altijd al wilde doen" en schreef later het nummer "Skylines and Turnstiles" om zijn gevoelens te uiten over 11 september. Kort daarna werd Ray Toro gitarist van de band, omdat Gerard niet tegelijkertijd kon zingen en gitaar spelen. De naam van de band werd bedacht door basgitarist Mikey Way, de jongere broer van Gerard, die bij Barnes & Noble werkte, werd getroffen door de titel van een boek van Irvine Welsh genaamd Ecstasy: Three Tales of Chemical Romance.
De eerste opnamesessies vonden plaats op de zolder van Pelissier, waar de nummers "Our Lady of Sorrows" en "Cubicles" werden opgenomen.
Frank Iero was net gestopt met zijn vorige band en was een grote fan van het werk van de groep van de gebroeders Way, Toro en Pelissier. Zijn band ging uit elkaar en stopte zijn studies aan de Rutgers Universiteit om bij de band te gaan, die op dat moment een tweede gitarist zocht.
Samen maakten zij het eerste studioalbum I Brought You My Bullets, You Brought Me Your Love in 2002, uitgebracht door Eyeball Records. Dit album bezorgde de band een underground fanbase maar liet hen nog niet de mainstream scene in gaan. Hun volgende album, Three Cheers for Sweet Revenge, uitgebracht door Reprise Records, werd beter ontvangen en verkocht in de eerste week meer exemplaren dan het totaal van het vorige album.
Kort na het uitbrengen van dit album is drummer Matt Pelissier vervangen door Bob Bryar. Na één enkele oefensessie met Bryar werd de videoclip van het nummer "I'm Not Okay (I Promise)" opgenomen. Na een tweede oefensessie speelde Bryar al mee op live optredens.
Voor het derde album werd verwacht dat de band waarschijnlijk een kopie van hun vorige album zou maken, maar tegen deze verwachtingen in kwam The Black Parade, een conceptalbum dat hun naam over de wereld zou verspreiden. Het succes van dit album is met name ook geholpen door de live optredens die twee jaar lang door de band zijn gegeven. Tijdens het laatste optreden in Mexico City, Mexico: "The Black Parade is Dead!", werd The Black Parade voor een laatste keer gespeeld om de uitputtende tournee in stijl te eindigen.
Na deze tours en een pauze ging de band de studio in om Conventional Weapons te maken, maar door een slecht gevoel over het album werd dit opzij gezet. Zanger Gerard Way vertelde hierover: "I definitely knew I had the title of the second album before we’d even recorded the first… by the time I got to the third album, which didn’t have a name, I felt like that was the end. Basically the time spent after Black Parade was me fighting against that instinct, fighting against myself. The end of Black Parade felt like a very natural end. To go beyond that felt like betraying some sort of artistic command that I had within myself.”
De band heeft haar vierde en laatste studioalbum, Danger Days - The True Lives of the Fabulous Killjoys, uitgebracht in 2010. In de periode van 30 oktober 2012, tot 5 februari in het jaar daarna, is er elke maand een van de Conventional Weapons-singles uitgebracht die elk twee nummers bevatten.
Over de muziekstijl van de band bestaan verschillende meningen. In de media wordt de band regelmatig beschreven als punk, rock, alternative, pop punk, post-hardcore of kort gezegd hardrock.
Op 1 september 2011 ontsloeg de band drummer Mike Pedicone, nadat hij betrapt werd op diefstal van de band na een concert in Auburn.
In 2013 kondigde de band aan te stoppen, via hun webblog.
Op donderdag 31 oktober 2019 plaatsten ze op hun officiële My Chemical Romance Instagram account dat ze op 20 december 2019 terug zullen komen, met een reünie show in het Shrine auditorium in Californië, Los Angeles. De band plande ook concerten in het Verenigd Koninkrijk, Japan, Australië, maar deze zijn uitgesteld naar aanleiding van de coronapandemie. Op 9 december, 2021 heeft de band meer Europese datums bekend gemaakt. Op vrijdag 13 mei 2022 bracht de band The Foundations Of Decay uit, hun eerste nummer in 8 jaar. In juni 2022 stond de band na 16 jaar opnieuw in Nederland. Ditmaal in Ahoy Rotterdam.

## Stijl
My Chemical Romance wordt het meest beschreven als alternatief, punk, rock of, controversieel, emo.
De band liet zich inspireren door artiesten als The Misfits, Queen en David Bowie. Gitarist Ray Toro, is gekend als een fervente metal fan. Hij zegt geïnspireerd te zijn door gitaristen Brian May en Randy Rhoads.

## Kritiek
My Chemical Romance was een van de eerste bands die op sites zoals PureVolume en Myspace nummers gratis aanbood om te downloaden. Daardoor groeide het aantal fans exponentieel, mede door de mainstream-sound van het album Three Cheers for Sweet Revenge. Echter, na de release van dat album, beschuldigden de vroegere fans de band als commercieel, en de nieuwe fans als "posers".
In 2006 kwam My Chemical Romance op de mainstage van het Reading and Leeds Festival in het Verenigd Koninkrijk. Ze werden achter de metal-band Slayer geplaatst, wat het publiek niet zinde; de band werd hevig bekogeld. Hetzelfde gebeurde in 2007, op het Download Festival.
Ook andere artiesten hebben My Chemical Romance bekritiseerd, waaronder Marilyn Manson. In zijn nummer Mutilation is the Most Sincere Form of Flattery van zijn album Eat Me, Drink Me beschuldigt hij Gerard Way van na-aperij.
My Chemical Romance werd ook beschuldigd als de oorzaak van de dood van een jong Brits meisje. Ze zou, volgens een Britse krant, door het luisteren van de muziek een einde aan haar leven hebben gemaakt. Haar ouders getuigen dat ze inderdaad steeds meer toetrad in de Emo cultuur, die de krant direct, toch foutief, koppelde aan My Chemical Romance.
Hier kwam al snel kritiek op van Britse MCR fans die de krant bekritiseerde voor het maken van dit foutieve statement.

## "MCR Saved My Life"
Zanger Gerard Way sukkelde tijdens zijn jonge jaren met depressies. Het oprichten van de groep gaf hem een gevoel van zekerheid en gaf hem het gevoel dat hij iets nuttigs deed. Na het overrompelende succes van Three Cheers for Sweet Revenge, raakte Way verslaafd aan alcohol en Xanax, en later aan cocaïne. Hij deed dit om "de Gerard te kunnen zijn die het podium op stelten zette." Hij raakte echter al snel aan lager wal en kreeg opnieuw zelfmoordneigingen. Way belde in het midden van de nacht stomdronken naar een vriend die hem aanraadde zijn tourmanager wakker te maken. Uiteindelijk slaagde Way erin om af te kicken, dankzij de hulp van zijn groep en vrienden. Way zei dat zijn leven op die manier twee keer gered is geweest door de band. Meerdere fans claimen dat ze zelf ook geholpen zijn door de groep op een bepaalde manier.

## Leden

### Huidige leden
- Gerard Way - leadzang (2001-2013, 2019-heden)
- Ray Toro - leadgitaar, achtergrondzang (2001-2013, 2019-heden)
- Frank Iero - slaggitaar, achtergrondzang (2002-2013, 2019-heden)
- Mikey Way - basgitaar (2001-2013, 2019-heden)

### Oud-leden
- Matt Pelissier - drums, percussie (2001-2004)
- Bob Bryar - drums, percussie (2004-2010)
- Mike Pedicone - drums, percussie (2010-2011)
- James Dewees - keyboard (2007-2013)

## Discografie

### Albums
| Album met eventuele hitnotering(en) in de Nederlandse Album Top 100 | Datum van verschijnen | Datum van binnenkomst | Hoogste positie | Aantal weken | Opmerkingen                                      |
| ------------------------------------------------------------------- | --------------------- | --------------------- | --------------- | ------------ | ------------------------------------------------ |
| I Brought You My Bullets, You Brought Me Your Love                  | 23-07-2002            | -                     | -               | -            | Debuutalbum                                      |
| Three Cheers for Sweet Revenge                                      | 08-06-2004            | -                     | -               | -            | Conceptalbum Laatste album met Matt Pelissier    |
| Life on the Murder Scene                                            | 21-03-2006            | -                     | -               | -            | Livealbum                                        |
| The Black Parade                                                    | 23-10-2006            | 28-10-2006            | 39              | 4            | Rockopera Conceptalbum Enige album met Bob Bryar |
| The Black Parade Is Dead!                                           | 30-06-2008            | -                     | -               | -            | Livealbum                                        |
| Danger days: The True Lives of the Fabulous Killjoys                | 22-11-2010            | 27-11-2010            | 60              | 1            | Rockopera Conceptalbum                           |
| The Paper Kingdom                                                   | Gepland voor 2012     | -                     | -               | -            | Geannuleerde album Conceptalbum                  |
| Conventional Weapons                                                | 05-02-2013            | -                     | -               | -            | Verzamelalbum                                    |
| May Death Never Stop You                                            | 25-03-2014            | -                     | -               | -            | Verzamelalbum                                    |
| The Black Parade/Living with Ghosts                                 | 23-09-2016            | -                     | -               | -            | Verzamelalbum                                    |

| Album met hitnotering(en) in de Vlaamse Ultratop 200 albums | Datum van verschijnen | Datum van binnenkomst | Hoogste positie | Aantal weken | Opmerkingen   |
| ----------------------------------------------------------- | --------------------- | --------------------- | --------------- | ------------ | ------------- |
| The Black Parade                                            | 2006                  | 04-11-2006            | 33              | 40           |               |
| Danger days: The True Lives of the Fabulous Killjoys        | 2010                  | 04-12-2010            | 79              | 1            |               |
| May Death Never Stop You                                    | 25-03-2014            | 05-04-2014            | 147             | 2            | Verzamelalbum |

### Singles
| Single met eventuele hitnotering(en) in de Nederlandse Top 40 | Datum van verschijnen | Datum van binnenkomst | Hoogste positie | Aantal weken | Opmerkingen              |
| ------------------------------------------------------------- | --------------------- | --------------------- | --------------- | ------------ | ------------------------ |
| Welcome to the Black Parade                                   | 13-10-2006            | -                     | Tip 8           | -            | #92 in de Single Top 100 |
| Na Na Na (Na Na Na Na Na Na Na Na Na)                         | 27-09-2010            | -                     | Tip 5           | -            | #86 in de Single Top 100 |
| SING                                                          | 22-11-2010            | -                     | Tip 18          | -            |                          |
| The Foundations of Decay                                      | 12-4-2022             | -                     |                 |              |                          |

| Single met hitnotering(en) in de Vlaamse Ultratop 50 | Datum van verschijnen | Datum van binnenkomst | Hoogste positie | Aantal weken | Opmerkingen |
| ---------------------------------------------------- | --------------------- | --------------------- | --------------- | ------------ | ----------- |
| Welcome to the Black Parade                          | 2006                  | 16-12-2006            | 50              | 1            |             |

### NPO Radio 2 Top 2000
| Nummer met noteringen in de NPO Radio 2 Top 2000 | '22 | '23 | '24 |
| ------------------------------------------------ | --- | --- | --- |
| Welcome to the Black Parade                      | 953 | 829 | 663 |

1. ↑  Een vetgedrukt getal geeft de hoogste notering aan.
2. ↑  2022 was het eerste jaar met een notering voor dit nummer.

## Overige singles
| Titel                                                 | Jaar | Album                                                |
| ----------------------------------------------------- | ---- | ---------------------------------------------------- |
| Honey, This Mirror Isn't Big Enough For The Two Of Us | 2002 | I Brought You My Bullets, You Brought Me Your Love   |
| Vampires Will Never Hurt You                          | 2002 | I Brought You My Bullets, You Brought Me Your Love   |
| Headfirst for Halos                                   | 2004 | I Brought You My Bullets, You Brought Me Your Love   |
| Thank You for the Venom                               | 2004 | Three Cheers for Sweet Revenge                       |
| I'm Not Okay (I Promise)                              | 2004 | Three Cheers for Sweet Revenge                       |
| Helena                                                | 2005 | Three Cheers for Sweet Revenge                       |
| Under Pressure (met The Used)                         | 2005 | In Love and Death (heruitgave)                       |
| The Ghost of You                                      | 2005 | Three Cheers for Sweet Revenge                       |
| Welcome to the Black Parade                           | 2006 | The Black Parade                                     |
| Famous Last Words                                     | 2007 | The Black Parade                                     |
| I Don't Love You                                      | 2007 | The Black Parade                                     |
| Teenagers                                             | 2007 | The Black Parade                                     |
| Desolation Row                                        | 2009 | Watchmen: Music from the Motion Picture              |
| Na Na Na                                              | 2010 | Danger Days: The True Lives of the Fabulous Killjoys |
| SING                                                  | 2010 | Danger Days: The True Lives of the Fabulous Killjoys |

### Dvd's
- Life on the Murder Scene (21 maart 2006)
- The Black Parade is Dead! (30 juni 2008)